# بیور دم (ایندیانا)
بیور دم (به انگلیسی: Beaver Dam) یک منطقهٔ مسکونی در ایالات متحده آمریکا است که در شهرستان کسیوسکو، ایندیانا واقع شده‌است. بیور دم ۲۷۳ متر بالاتر از سطح دریا واقع شده‌است.